# Lapinsaari (ö i Finland, Norra Österbotten, Uleåborg)
Lapinsaari är en ö i Finland. Den ligger i Ule älv och i kommunen Uleåborg i den ekonomiska regionen  Uleåborgs ekonomiska region  och landskapet Norra Österbotten, i den centrala delen av landet, 500 km norr om huvudstaden Helsingfors. Öns area är 22,3 hektar och dess största längd är 1 kilometer i öst-västlig riktning.